# Проспект Гагаріна (Нижній Новгород)
Проспект Гагаріна — проспект у Нижньому Новгороді, названий на честь першого космонавта Юрія Гагаріна. Проспект пз півночі на південь через Радянський та Пріокський райони.
Починається проспект від площі Лядова і мимо парку Швейцарія, Мизи, Щербинок і за містом роздвоюється. Одна дорога веде на Арзамас, інша на Богородськ і Павлово.

## Колишні найменування
- Мизинське шосе (на честь передмістя Миза).
- Ворошиловське шосе (на честь К. Ворошилова).
- Арзамаське шосе (від назви міста Арзамас).

У 1992 році частина проспекту Гагаріна (від вулиці Ларіна і до закінчення проспекту), що проходить повз будинок, де жив академік Сахаров, була офіційно перейменована в «проспект академіка Сахарова». Однак фактично перейменування так і не було реалізовано, оскільки не були змінені адреси будинків. У 2010 році перейменування було офіційно скасовано.

## Відомі будівлі та споруди
| Номер будинку | Зображення | Опис                                                      |
| ------------- | ---------- | --------------------------------------------------------- |
| 214           |            | Будинок в якому Сахаров жив у засланні (Щербинки)         |
| 37            |            | Корпус заводу «Нітел»                                     |
| 241а          |            | Новобудова (№ 214а) та будинок академіка Сахарова (№ 214) |

## Транспорт
У 2015 році в кінці проспекту був відкритий автовокзал «Щербинки»
- Автобусні соціальні маршрути:
  - № 1 (Площа Мініна і Пожарського — пл. Свободи — пл. Горького — пр. Гагаріна — Автовокзал «Щербинки»)
  - № 2 (Верхні Печери — вул. Родіонова — Сінна пл. — вул. Бєлінського — пл. Лядова — пр. Гагаріна — Автовокзал «Щербинки»)
  - № 12 (Автовокзал «Щербинки» — пр. Гагаріна — пл. Лядова — Комсомольська пл. — Комсомольське шосе — Московське шосе — вул. Рябцева — вул. Ярошенко — Світлоярська вул. — пр. 70 років Жовтня — пр. Кораблебудівників — ЗКПД-4)
  - № 26 (Вулиця Долгополова — пл. Революції — Похвалинский з'їзд — пл. Горького — пр. Гагаріна — вул. Бекетова — вул. Ванєєва — Кузнечиха-2)
  - № 27 (селище Високово — вул. Бєлінського — пл. Лядова — пр. Гагаріна — Артільна вул. — Сади)
  - № 28 (Вулиця Усилова — Сінна пл. — вул. Бєлінського — пл. Лядова — пр. Гагаріна — вул. Нартова — Щелоковський хутір)
  - № 30 (Вулиця Горького — пл. Горького — пр. Гагаріна — вул. Кащенко — селище Черепичний)
  - № 43 (Вулиця Долгополова — пл. Революції — Похвалинський з'їзд — пл. Горького — пр. Гагаріна — Автовокзал «Щербинки»)
  - № 68 (Площа Мініна і Пожарського — пл. Горького — пр. Гагаріна — Мизинський міст — пр. Леніна — пл. Кисельова — вул. Лєскова — Космічна вулиця)
- Тролейбусні:
  - № 13 (Площа Мініна і Пожарського — пл. Свободи — Радянська пл. — пр. Гагаріна — Щербинки-2)
  - № 31 (Площа Мініна і Пожарського — пл. Свободи — пл. Горького — пр. Гагаріна — Щербинки-2)
- Маршрутне таксі: № 3, 4, 14, 29, 31, 47, 50, 63, 76, 79, 81, 82, 89, 91, 94, 97, 322, 374;
- Трамвайні:
  - № 5 (Вулиця Маслякова — вул. Іллінська — пл. Лядова — вул. Пушкіна — вул. Нартова — вул. Терешкової — пр. Гагаріна — Миза)
  - № 19 (Трамвайне депо № 1 — вул. Бекетова — вул. Нартова — вул. Терешкової — пр. Гагаріна — Миза)